# Sentier de grande randonnée 120
Le sentier de grande randonnée 120 (GR 120) appelé aussi sentier du littoral et sentier douanier, qui fait partie du sentier européen E9, relie la commune de La Panne, en Belgique, à la commune du Tréport, dans le département de la Seine-Maritime en France, en suivant le littoral sur environ 305 km. Il fait ensuite la jonction avec le GR 21 qui continue sur le littoral normand.

## Description

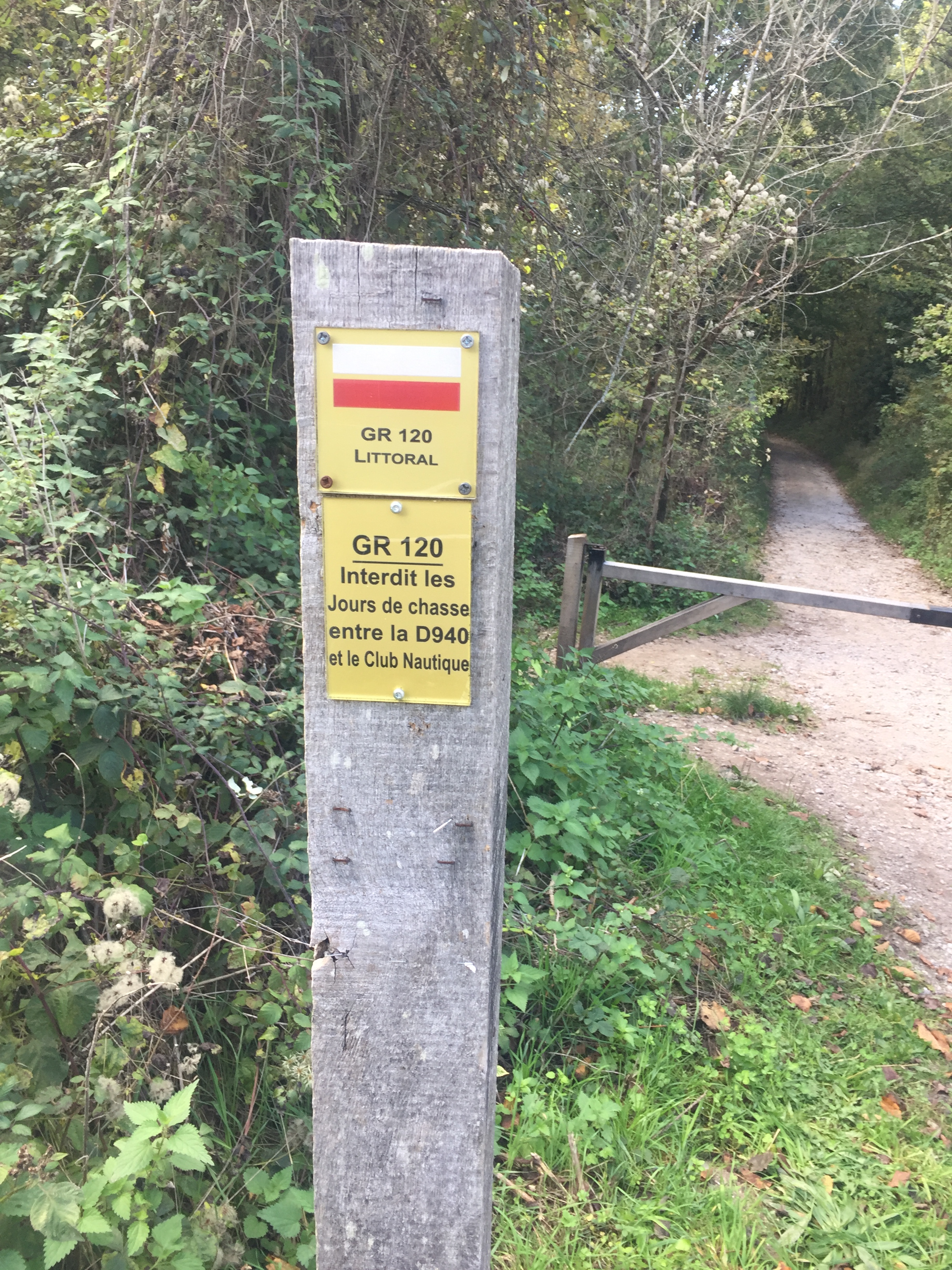
Le GR 120 à l'entrée de la réserve naturelle nationale de la baie de Canche.

Le GR 120, sentier du littoral autrefois utilisé par les douaniers, parcourt la côte des dunes de Flandres, la côte d'Opale, la côte picarde et une partie de la côte d'Albâtre. Il longe la province de Flandre-Occidentale, en Belgique, les départements français du Nord, du Pas-de-Calais, de la Somme et de la Seine-Maritime. Il ne présente pas de difficultés particulières et donc d'un niveau d'accès facile. Néanmoins, comme sentier côtier, certaines portions peuvent être difficilement praticables lors des grandes marées, il est donc recommander de se renseigner sur les horaires des marées.
Le profil du GR 120 varie de 0 m à 142 m mais il est plat sur 90 % de son parcours, les 10 % avec un dénivelé se situent, d'une part, à peu près à mi-parcours, sur les sites des cap Blanc-Nez et Gris-Nez et jusque Boulogne-sur-Mer, et d'autre part sur les derniers 15 km qui précèdent l'arrivée au Tréport.
Il traverse des sites remarquables comme le Westhoek franco-belge, la réserve naturelle nationale du Platier d'Oye, le parc naturel régional des Caps et Marais d'Opale dans lequel se trouve le grand site des Deux Caps, la réserve naturelle nationale de la baie de Canche et la réserve naturelle nationale de la baie de Somme dans laquelle se trouve le parc du Marquenterre et il longe le parc naturel marin des estuaires picards et de la mer d'Opale.
Le GR 120 est accessible par le train, tout le long du parcours, à partir des gares suivantes : Dunkerque, Coudekerque-Branche, Bergues, Bourbourg, Gravelines, Calais-Ville, Wimille - Wimereux, Boulogne-Ville, Neufchâtel-Hardelot, Dannes - Camiers, Étaples - Le Touquet, Rang-du-Fliers - Verton, Quend - Fort-Mahon, Le Crotoy, Noyelles-sur-Mer et Tréport - Mers.

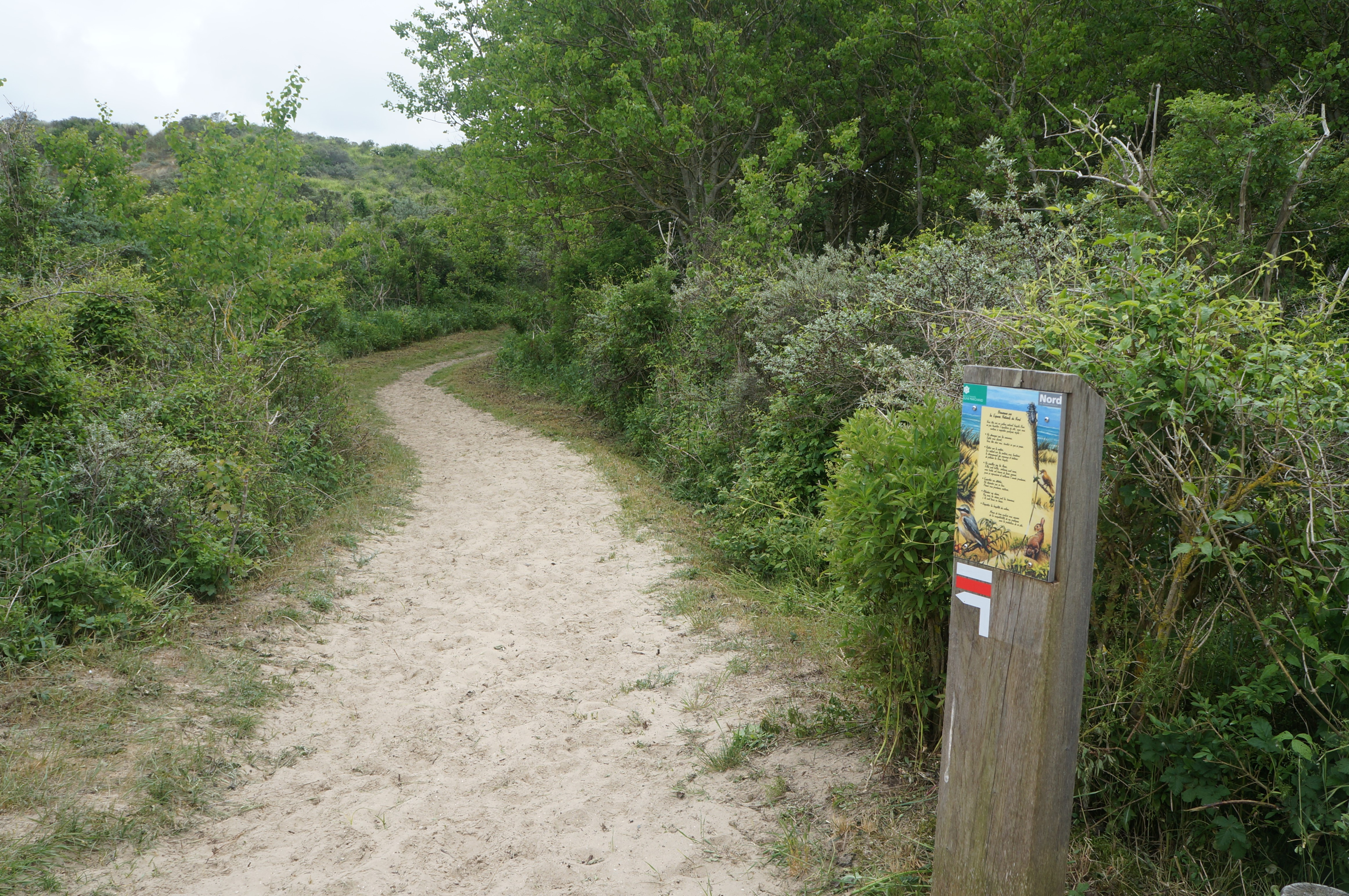
La dune Marchand.
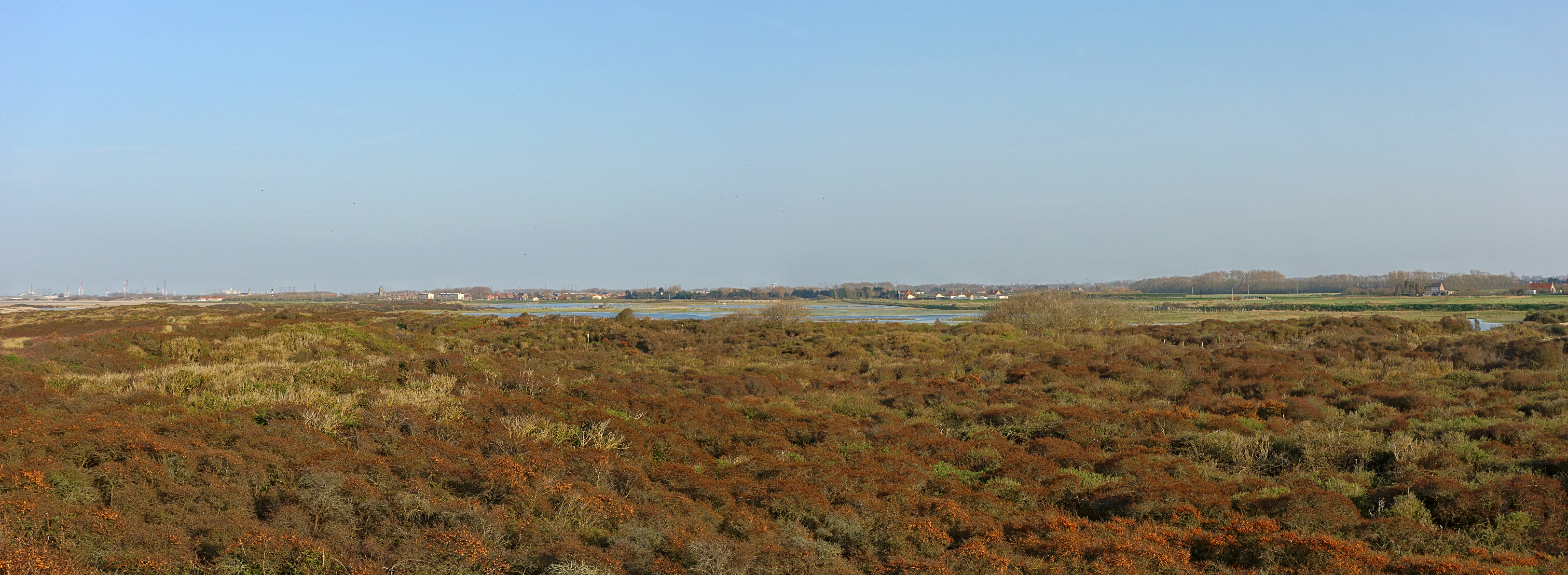
Le platier d'Oye.
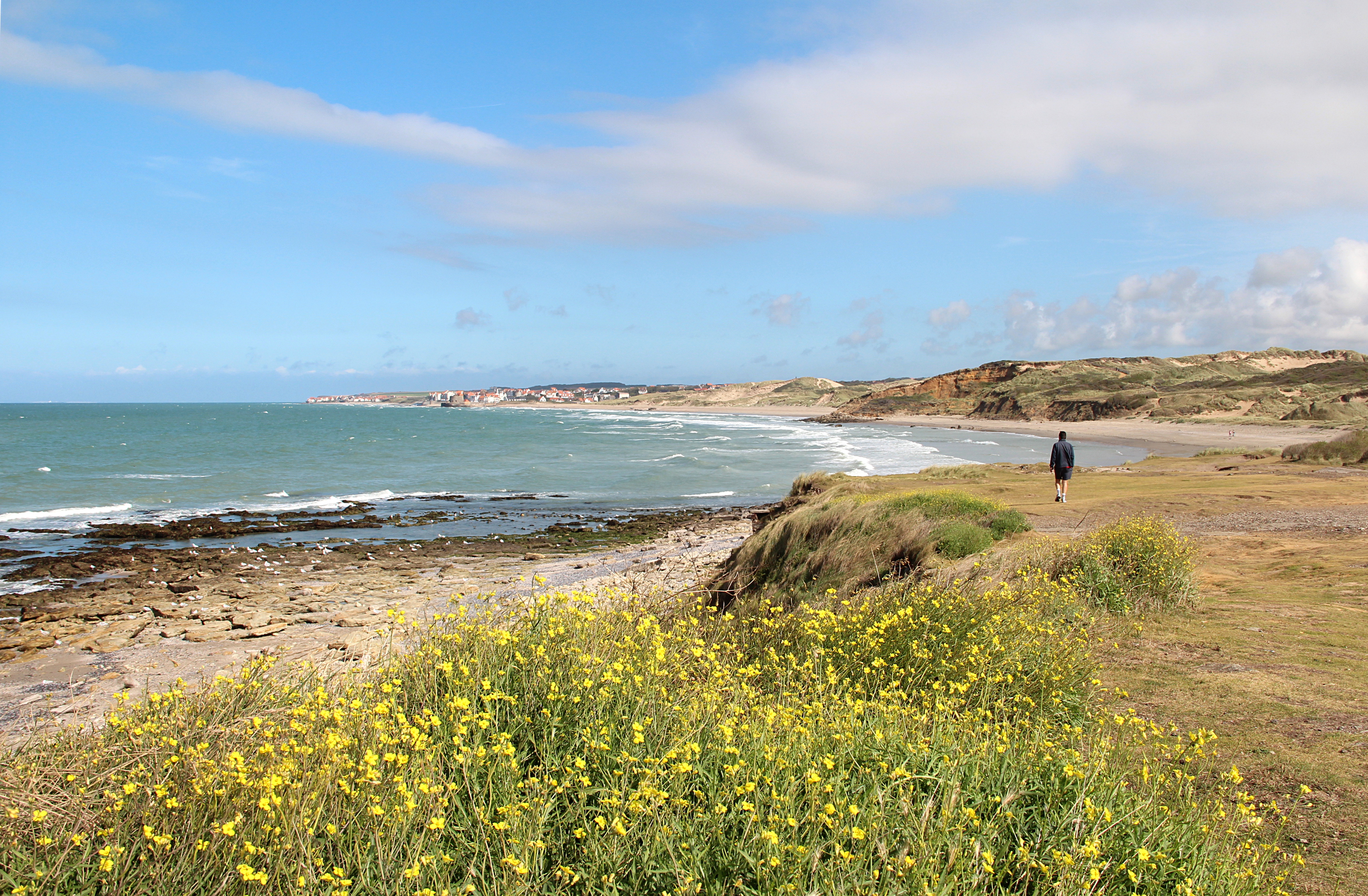
La baie d'Ambleteuse et les dunes de la Slack.
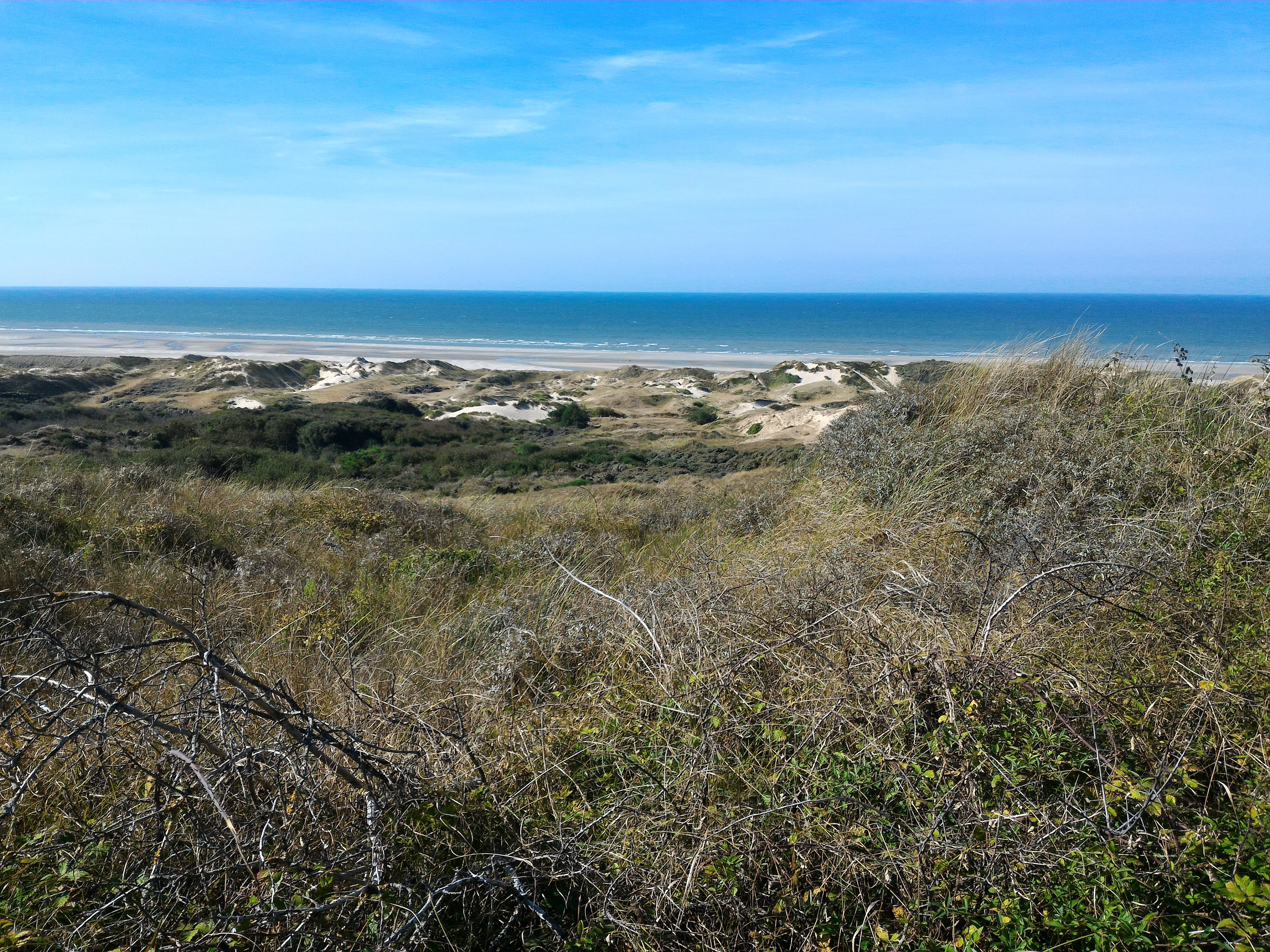
Les dunes d'Écault.
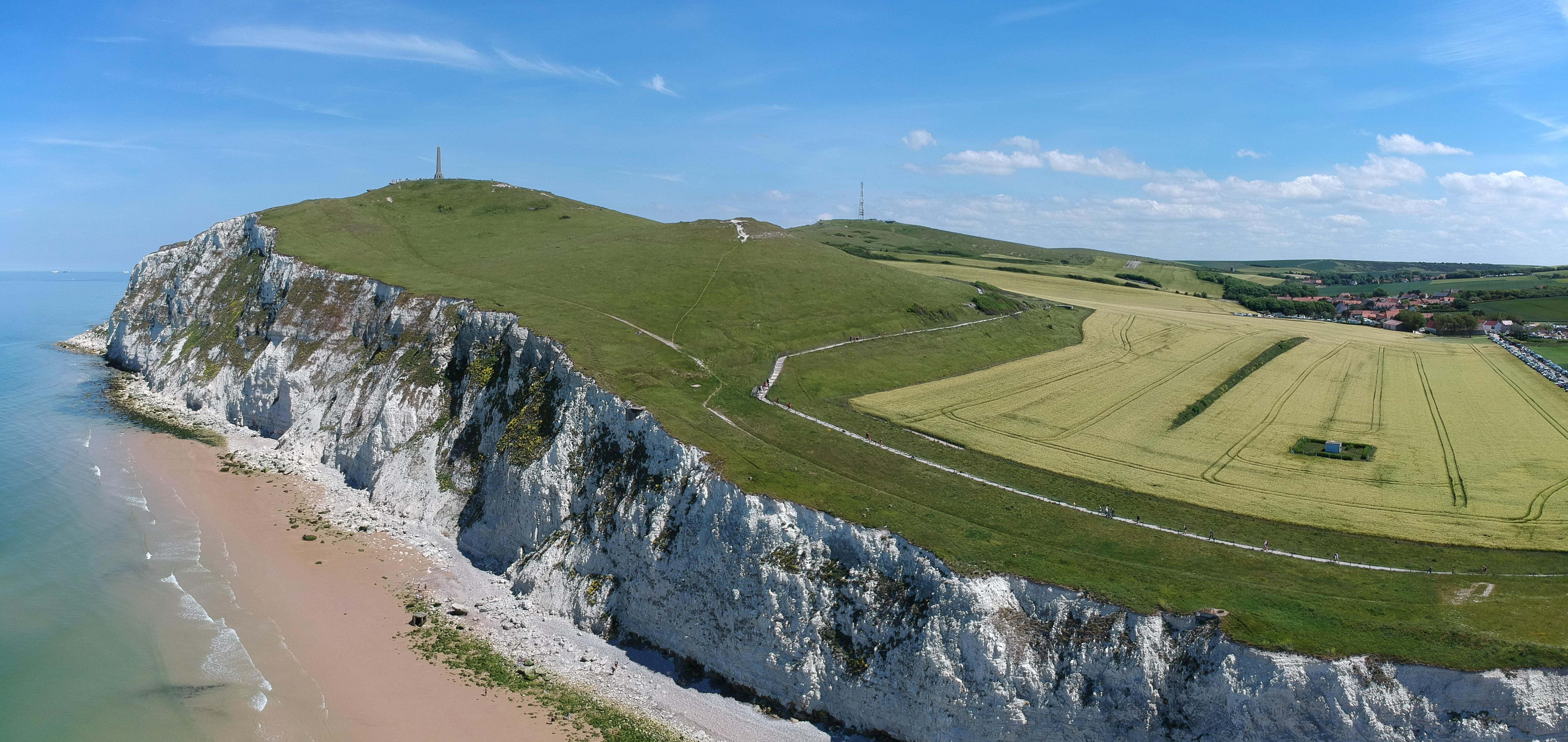
Le cap Blanc-Nez.
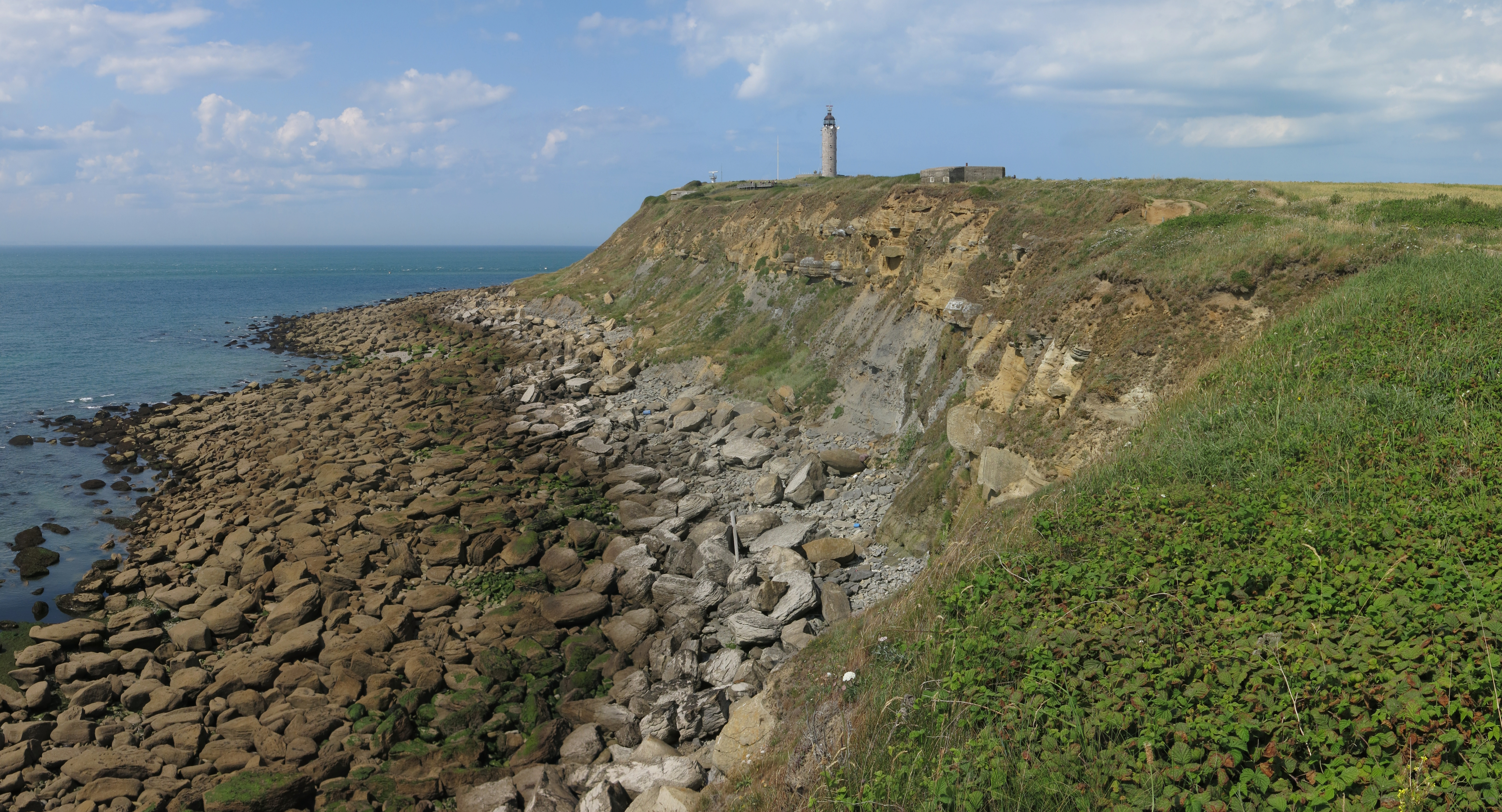
Le cap Gris-Nez.
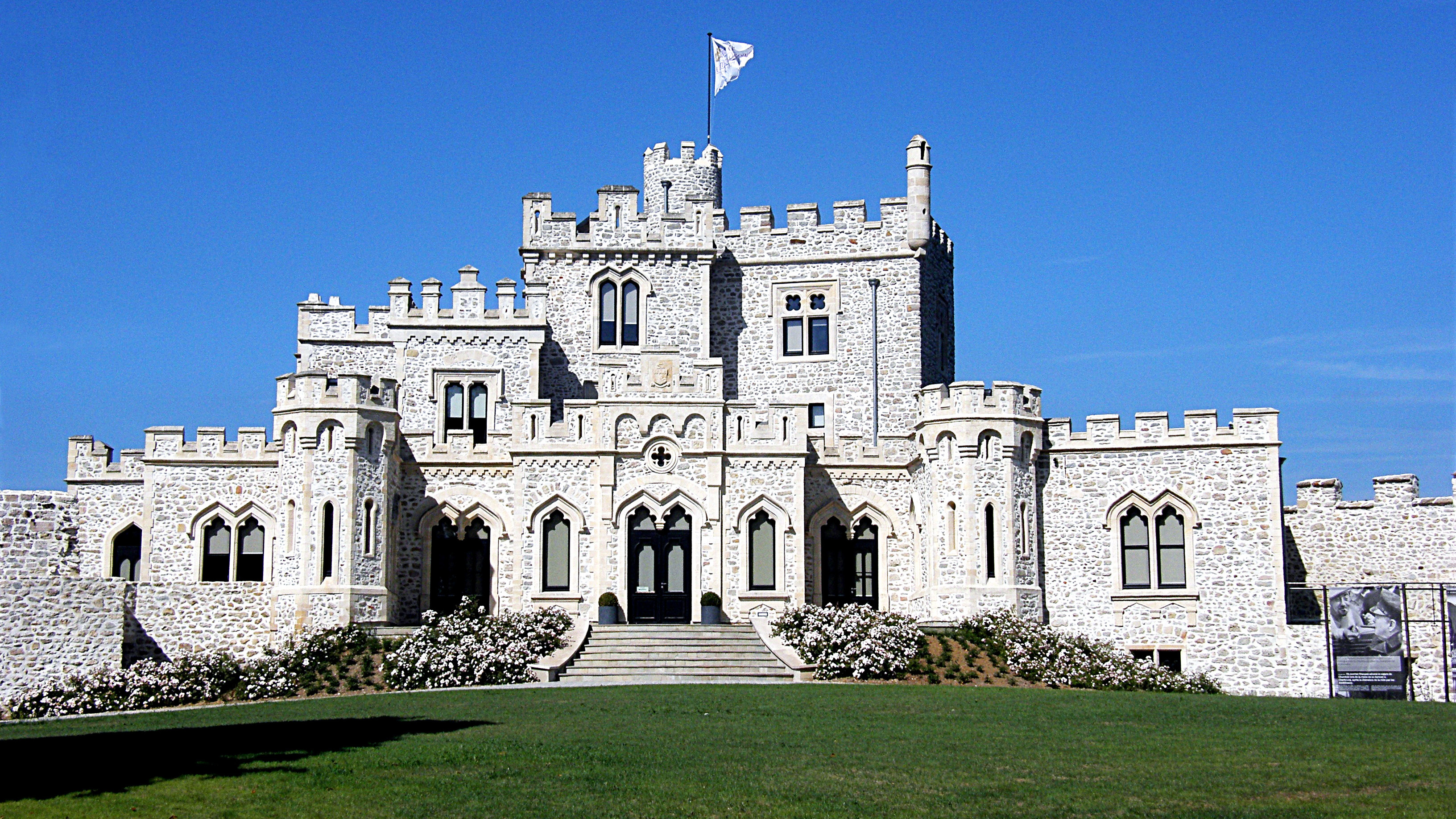
Le château d'Hardelot.
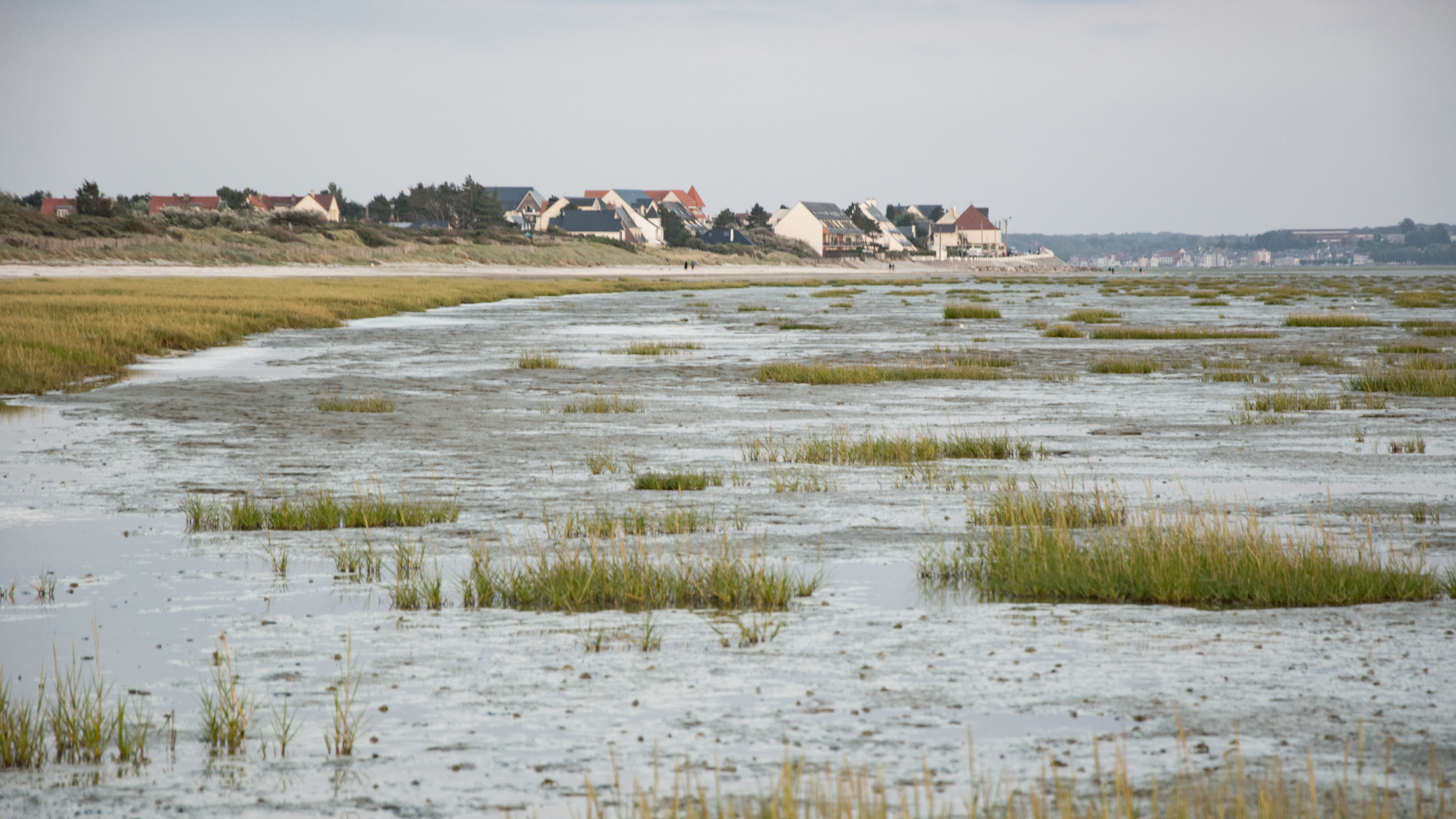
La baie de Somme.
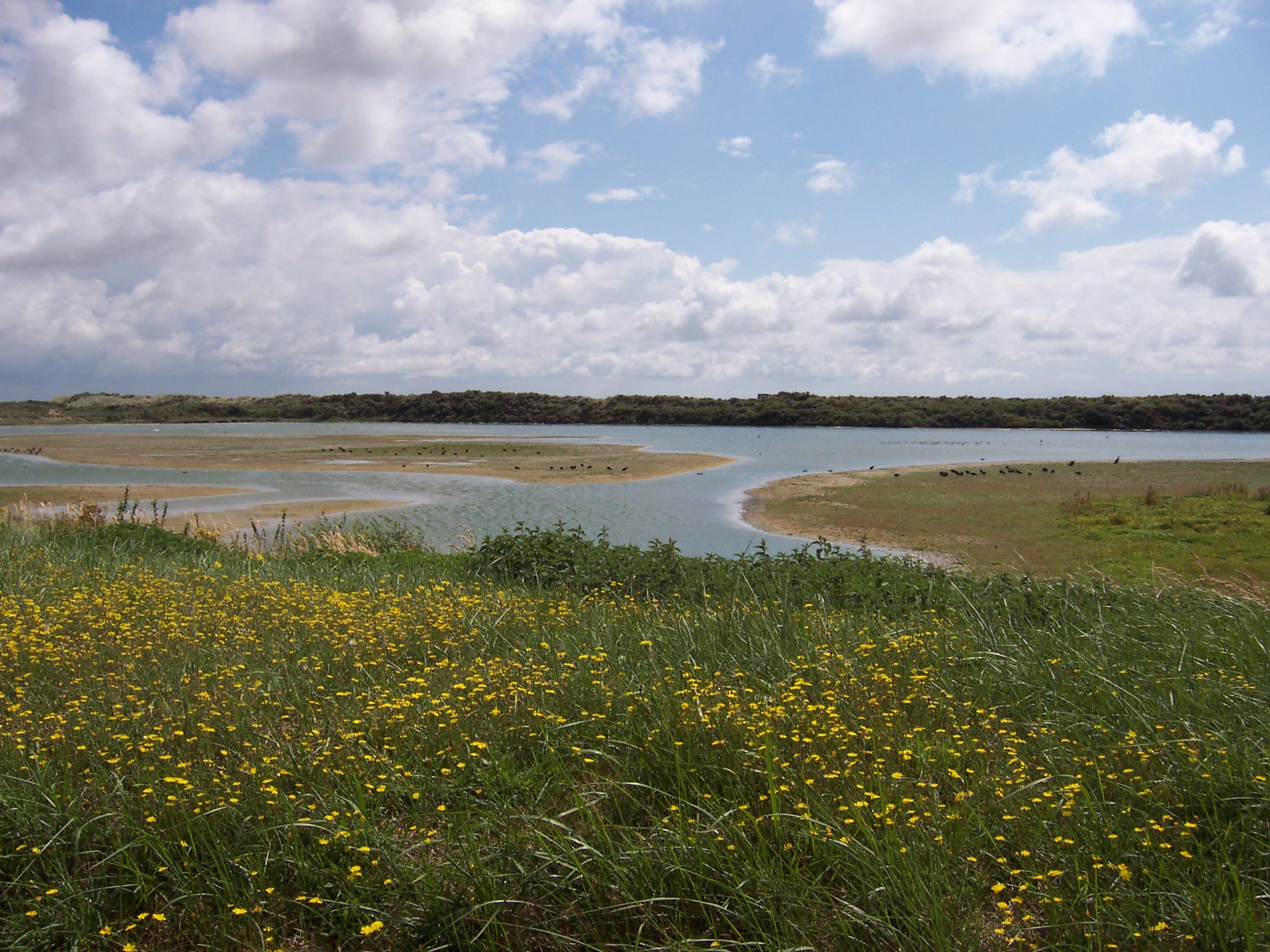
Le parc du Marquenterre.
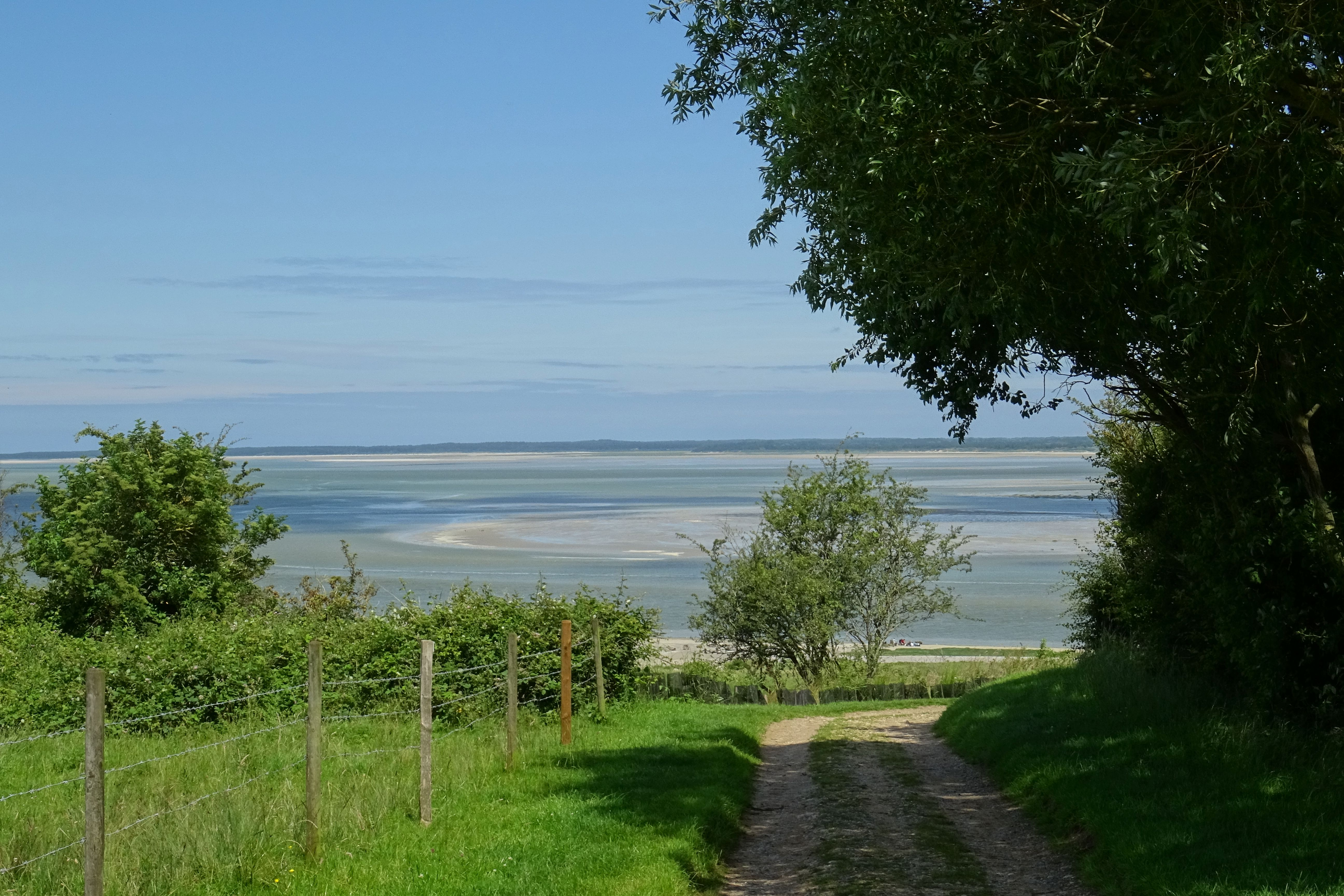
Vers le cap Hornu.
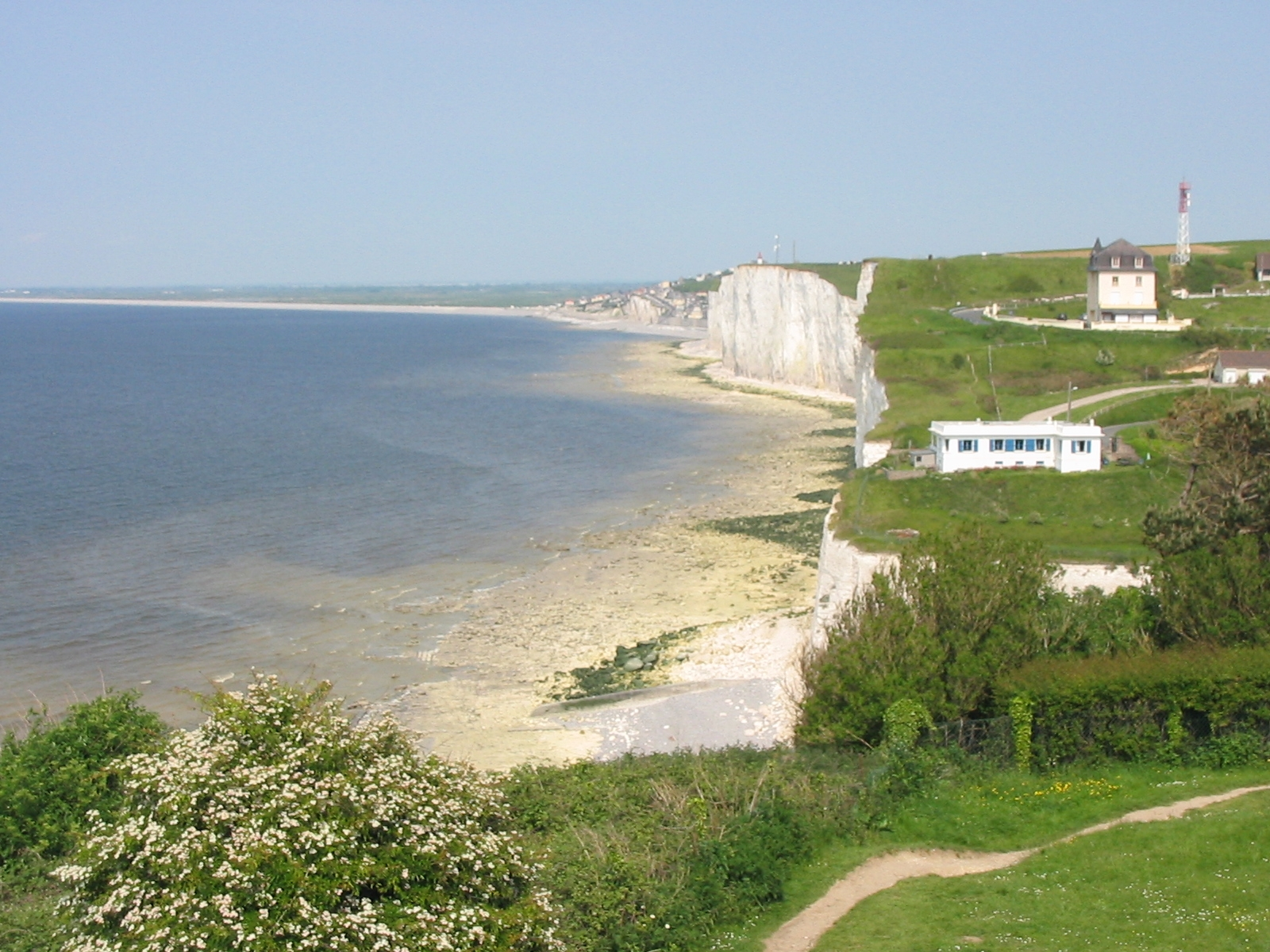
Le bois de Cise et une vue des falaises picardes.
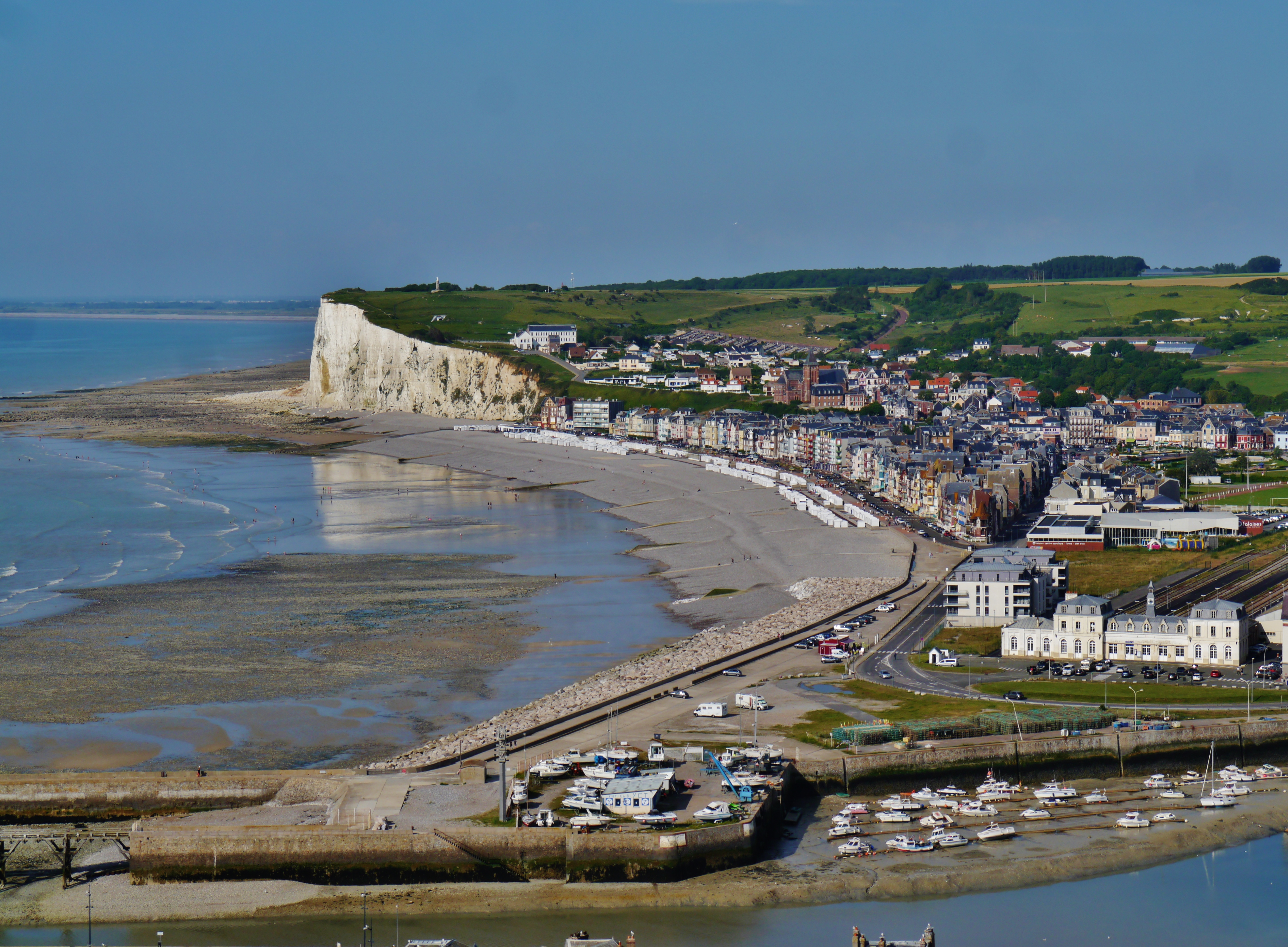
Mers-les-Bains.

## Itinéraire
Du Nord au Sud, l'itinéraire relie successivement :

### Belgique

#### Province de Flandre-Occidentale
La Panne,
La réserve naturelle du Westhoek

### France

#### Département duNord
Bray-Dunes,
la dune du Perroquet,
 Réserve naturelle nationale de la dune Marchand
 Zuydcoote,
la dune Dewulf
 Leffrinckoucke
 Malo-les-Bains (quartier de Dunkerque)
    Dunkerque
  Coudekerque-Branche
 Coudekerque-Village
  Bergues
  Bierne
 Steene (hameau le Grand-Millebrugghe)
 Armbouts-Cappel
 Spycker
  Brouckerque
  Bourbourg
  Saint-Georges-sur-l'Aa
  Gravelines
 Grand-Fort-Philippe

#### Département duPas-de-Calais
Oye-Plage,
 Réserve naturelle nationale du Platier d'Oye
  Marck
    Calais
 Blériot-Plage (hameau de Sangatte),
  Début du parc naturel régional des Caps et Marais d'Opale
 Sangatte,
 Début du grand site des Deux Caps
 Escalles,
 Cap Blanc-Nez
 Wissant
 Tardinghen
 Audinghen,
 Cap Gris-Nez
 Audresselles
  Ambleteuse,
  Début du parc naturel marin des estuaires picards et de la mer d'Opale,
 Réserve naturelle régionale du pré communal d'Ambleteuse
   Wimereux,
 Fin du grand site des Deux Caps,
  Fin du parc naturel régional des Caps et Marais d'Opale
     Boulogne-sur-Mer
   Le Portel
 Équihen-Plage,
  Début du parc naturel régional des Caps et Marais d'Opale
 Saint-Étienne-au-Mont,
Jonction avec le  GR 121,
les dunes d'Écault,
 point de vue
  Hardelot-Plage (hameau de Neuchâtel-Hardelot),
 le château d'Hardelot
  Dannes,
  Fin du parc naturel régional des Caps et Marais d'Opale
 Sainte-Cécile (hameau de Camiers)
  Camiers,
 Réserve naturelle nationale de la baie de Canche
   Étaples
   Le Touquet-Paris-Plage
 Stella-Plage (hameau de Merlimont)
 Merlimont
   Berck
  Rang-du-Fliers
 Groffliers

#### Département de laSomme
Fort-Mahon-Plage
  Quend,
  Début du parc naturel régional Baie de Somme - Picardie maritime
 Saint-Quentin-en-Tourmont,
 Réserve naturelle nationale de la baie de Somme,
 Parc du Marquenterre
  La Maye (hameau du Crotoy)
  Le Crotoy
 Favières
 Ponthoile
  Noyelles-sur-Mer
 Boismont
  Saint-Valery-sur-Somme
  Le cap Hornu (hameau de Saint-Valery-sur-Somme)
 Pendé
 Lanchères
  La pointe du Hourdel (hameau de Cayeux-sur-Mer)
  Cayeux-sur-Mer
 Woignarue
 Hautebut (domaine de la mer) (hameau de Woignarue)
  Ault
 Le bois de Cise (hameau d'Ault)
 Saint-Quentin-la-Motte-Croix-au-Bailly
  Mers-les-Bains,
  Fin du parc naturel régional Baie de Somme - Picardie maritime

#### Département de laSeine-Maritime
Le Tréport,
  Fin du parc naturel marin des estuaires picards et de la mer d'Opale

## Pour approfondir